# Синди Старфолл
Синди Старфолл (англ. Cindy Starfall, род. 28 ноября 1989 года, Хошимин, Вьетнам) — американская порноактриса и эротическая фотомодель вьетнамского происхождения.

## Биография
Родилась 28 ноября 1989 года в Хошимине (Вьетнам). Имеет китайские, тайские и вьетнамские корни. Внучка богатого вьетнамского предпринимателя. Вместе с родителями эмигрировала в США, когда ей было 15 лет. Уже после этого она начала изучать английский язык с нуля.
В 18 лет Синди поступила в университет, где изучала маркетинг. В это время она начала вести образ жизни свингера, а также выступать в интернете в качестве вебкам-модели. В 2011 году Синди познакомилась с редактором и основателем Hustler Ларри Флинтом, который помог ей дебютировать в индустрии для взрослых, предоставив возможность позировать для журнала в качестве эротической модели.
Первую фотосессию Синди сделала для сайта Nitin Production. В 2012 году, в возрасте 23 лет, дебютировала в качестве порноактрисы, снявшись в сцене для портала Reality Kings. Далее снималась для многих студий, таких как Adam & Eve, Hustler Video, Digital Sin, Wicked Pictures, Naughty America, Evil Angel, Elegant Angel, New Sensations, Bang Bros, Mile High, Reality Kings, Mofos, Digital Playground, Kink.com и Penthouse.
В 2013 году в фильме Gang Bang of Bonnie Rotten впервые снялась в сценах с гэнг-бэнг и двойного вагинального проникновения.
В 2014 году была номинирована на AVN Awards в категории «лучшая новая старлетка». В этом же году была представлена на XBIZ Award в номинации «лучшая сцена секса в гонзо-фильме» за роль в Slaying Asians. Затем, в 2015 году была номинирована в категории «лучшая сцена триолизма (М/Ж/М)» вместе с Эриком Эверхардом и Karlo Karrera за фильм Best New Starlets 2014.
В 2016 году была представлена на AVN Awards в номинации «лучшее сольное исполнение/стриптиз» за Starfall и на XBIZ Award в номинациях «лучшая сцена секса в лесбийском фильме» (Saving Humanity) и «лучшая сцена секса в пародийном фильме» (This Ain’t the Interview XXX).
21 августа 2018 года выступила ведущей церемонии вручения премии Urban X Award вместе с Райчел Райан и Рики Джонсоном.
На 2018 год снялась более чем в 240 фильмах.

## Награды и номинации

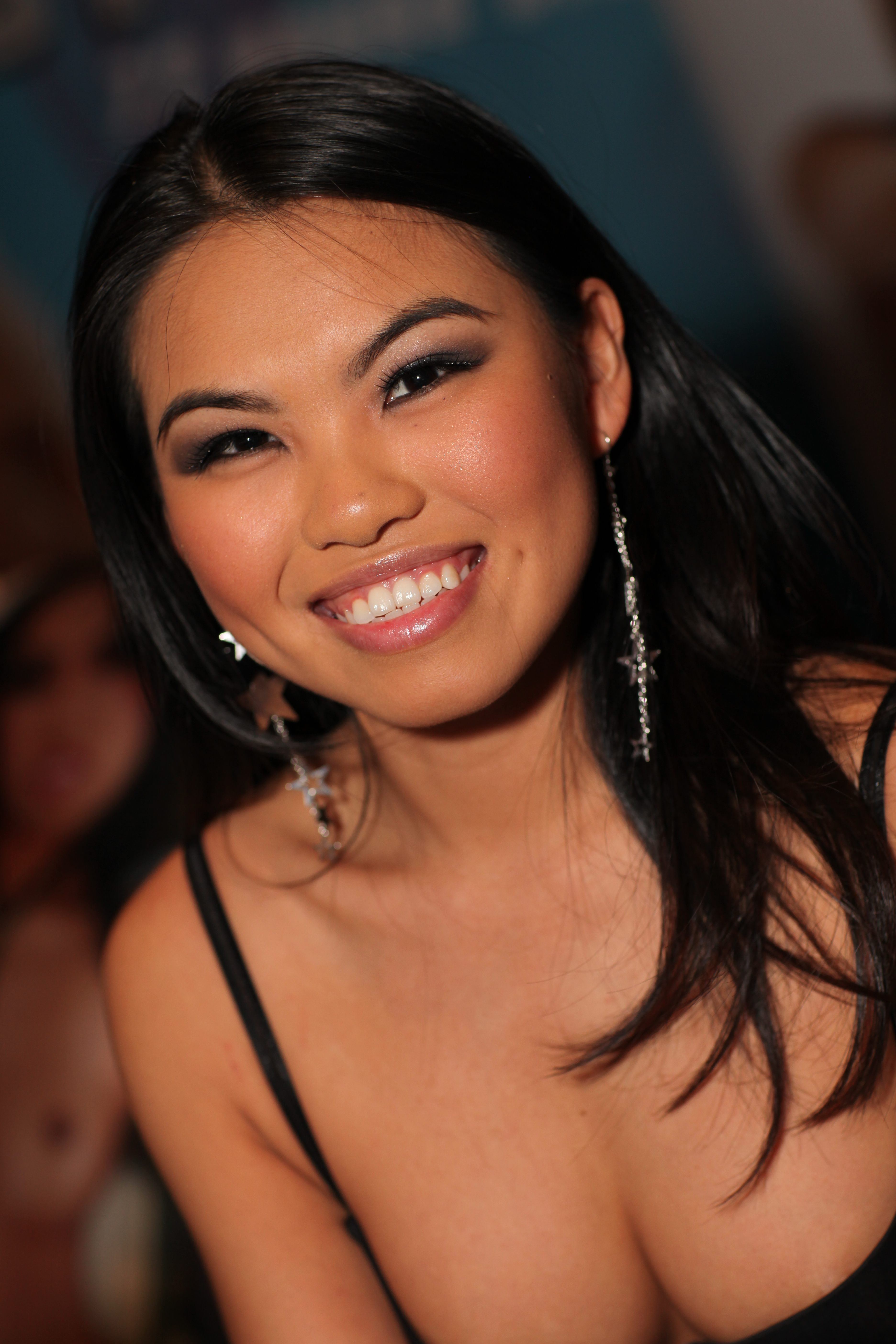
Синди Старфолл на AVN Expo, 2013 год

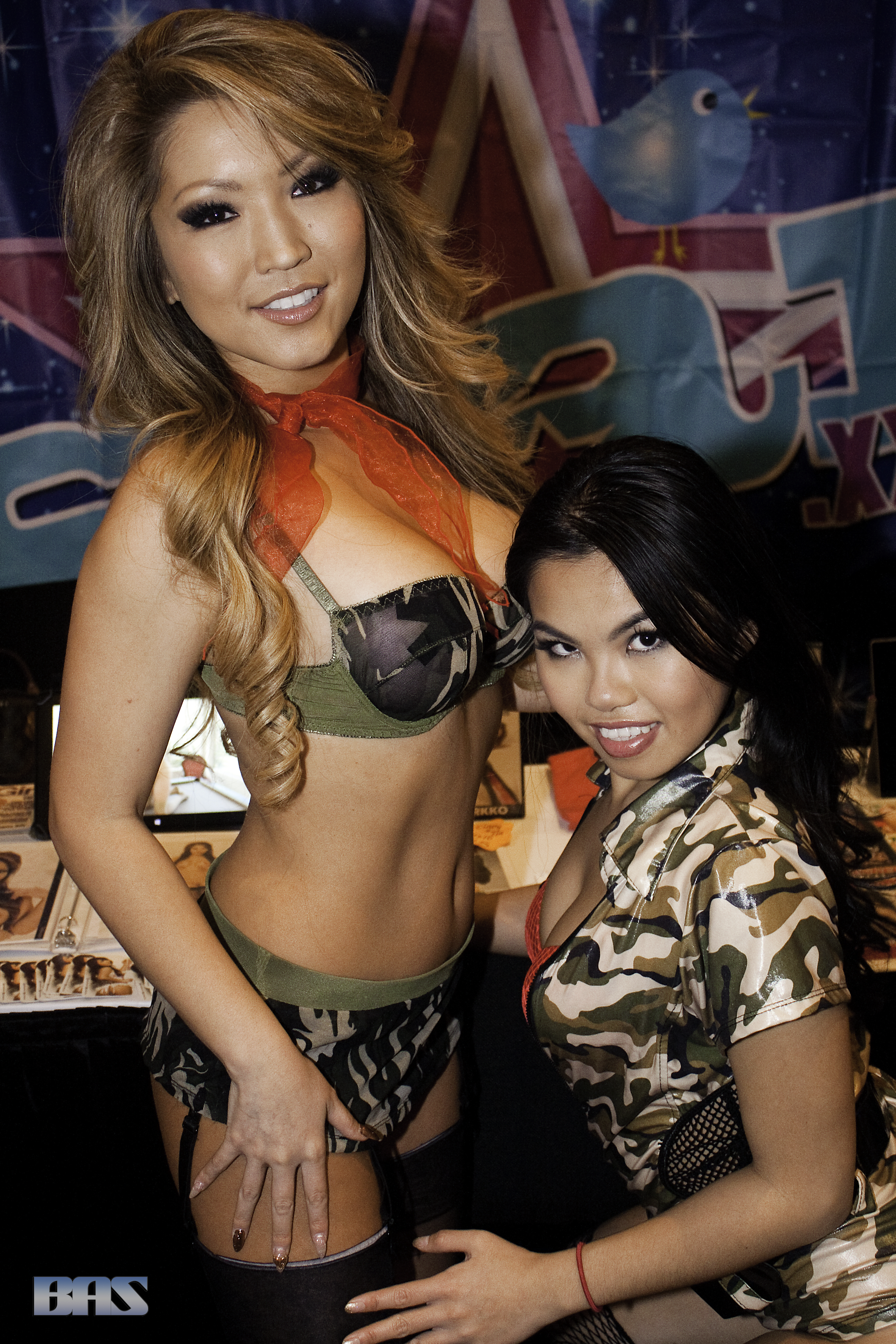
Синди Старфолл и Tia Kai на AVN Adult Entertainment Expo

| Год  | Церемония                         | Результат | Номинация                                      | Работа                       |
| ---- | --------------------------------- | --------- | ---------------------------------------------- | ---------------------------- |
| 2012 | Rogreviews' Critics Choice Awards | Номинация | Лучший новичок                                 | н/д                          |
| 2013 | Sex Awards                        | Номинация | Самая горячая новая девушка                    | н/д                          |
| 2014 | AVN Awards                        | Номинация | Лучшая новая старлетка                         | н/д                          |
| 2014 | The Fannys                        | Номинация | Самая недооцененная звезда                     | н/д                          |
| 2014 | The Fannys                        | Номинация | Новая старлетка года                           | н/д                          |
| 2014 | XBIZ Award                        | Номинация | Лучшая сцена секса в фильме гонзо              | Slaying Asians               |
| 2014 | XRCO Award                        | Номинация | Новая звезда года                              | н/д                          |
| 2015 | AVN Awards                        | Номинация | Лучшая сцена триолизма М/Ж/М                   | Best New Starlets 2014       |
| 2015 | AVN Awards                        | Номинация | Приз зрительских симпатий: любимая порнозвезда | н/д                          |
| 2015 | XRCO Award                        | Номинация | Невоспетая сирена года                         | н/д                          |
| 2016 | AVN Awards                        | Номинация | Лучшее сольное исполнение / стриптиз           | Starfall                     |
| 2016 | AVN Awards                        | Номинация | Приз зрительских симпатий: любимая порнозвезда | н/д                          |
| 2016 | Spank Bank Awards                 | Номинация | Рожденная для ручной работы                    | н/д                          |
| 2016 | Spank Bank Awards                 | Номинация | Countess of Contortionism                      | н/д                          |
| 2016 | Spank Bank Awards                 | Номинация | Приезжая искусительница года                   | н/д                          |
| 2016 | Spank Bank Awards                 | Номинация | Гладкая как шёлк                               | н/д                          |
| 2016 | Spank Bank Awards                 | Номинация | Супер-сквиртер года                            | н/д                          |
| 2016 | Spank Bank Technical Awards       | Победа    | Vietnamese Vixen                               | н/д                          |
| 2016 | XBIZ Award                        | Номинация | Лучшая сцена секса в лесбийском фильме         | Saving Humanity              |
| 2016 | XBIZ Award                        | Номинация | Лучшая сцена секса в пародийном фильме         | This Ain’t the Interview XXX |
| 2017 | Spank Bank Awards                 | Номинация | Contessa of Cum                                | н/д                          |
| 2017 | Spank Bank Awards                 | Номинация | Facial Cum Target of the Year                  | н/д                          |
| 2017 | Spank Bank Awards                 | Номинация | Самая очаровательная шлюшка                    | н/д                          |
| 2017 | Spank Bank Awards                 | Номинация | Tightest Twat                                  | н/д                          |
| 2017 | Spank Bank Awards                 | Номинация | Вебкам/скайп-шоу девушка года                  | н/д                          |
| 2017 | Spank Bank Technical Awards       | Победа    | Pho-king Phenom                                | н/д                          |
| 2018 | Spank Bank Awards                 | Номинация | Азиатская императрица года                     | н/д                          |
| 2018 | Spank Bank Awards                 | Номинация | Most Energetic Fuck Bunny                      | н/д                          |
| 2018 | Spank Bank Awards                 | Номинация | Королевское Величество стриптизёрского шеста   | н/д                          |
| 2019 | AVN Awards                        | Номинация | Приз зрительских симпатий: медиазвезда         | н/д                          |

## Избранная фильмография

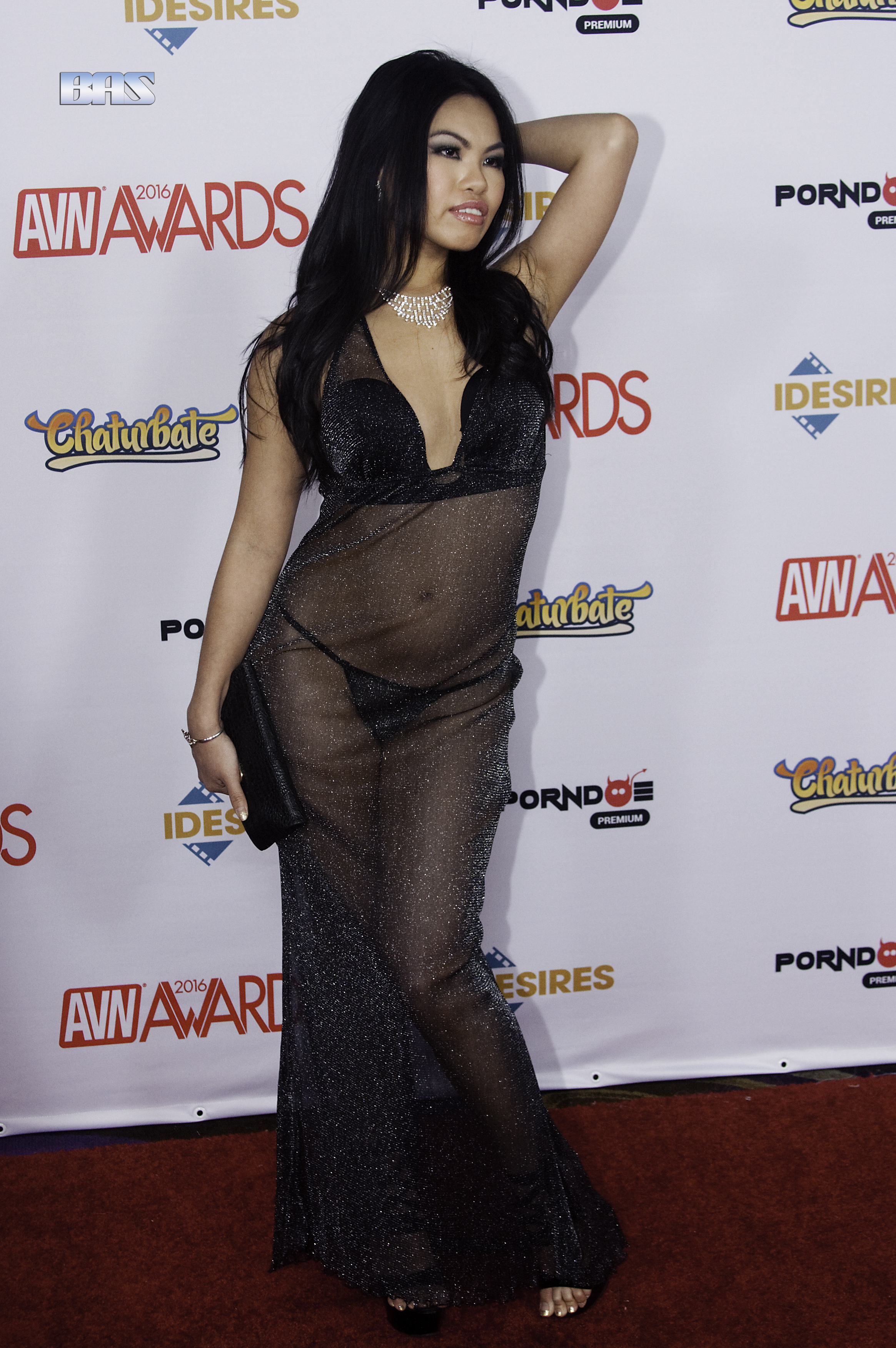
Синди Старфолл на AVN Awards 2016

- Asian Bombshells,[23]
- Black Cock Chasers 4,[24]
- Face Painters 2,[25]
- Happy Ending Handjobs 5,[26]
- Just A Handjob,[27]
- Mandingo Massacre 5,[28]
- Naughty Nannies,[29]
- Orgy Masters 3,[30]
- Pho-King,[31]
- Squirt Gasms 2[32]
- Teach Me 3.[33]